# HNLMS K XI
A HNLMS K XI a Holland Királyi Haditengerészet három K XI osztályú tengeralattjárójának első példánya volt. A tengeralattjárót eredetileg a holland gyarmatok körüli járőrözésre szánták.

## Története
A K XI építését 1922. december 9-én kezdték a rotterdami Fijenoord hajógyárban. Mielőtt áthajózott volna Holland Kelet-Indiába, egy bemutató körutat tett a Balti-tengeren az O 8 tengeralattjáró, a Marten Harpertzoon Tromp és a Jacob Van Heemskerck partvédő csatahajó, valamint a Z3 és Z5 torpedónaszádok kíséretében. A körút keretein belül a hajók felkerestek litván, lett, észt és finn kikötőket.
1925. október 15-én a G.E.V.L. Beckman főhadnagy parancsnoksága alatt álló K XI végül elindult Holland Kelet-Indiába. Az út első részében Tunisz felé hajóztak, a fedélzeten Prof. Dr. F.A. Vening Meinesz-szel, aki különböző gravitációs méréseket végzett a tengeralattjárón. 1925. december 28-án a K XI megérkezett Sabangba.

### Második világháború
A Hollandia elleni 1940-es német támadástól a japánok hadüzenetéig a K XI Surabaya térségében látott el feladatokat. 1941 elején a tengeralattjáró a Holland Kelet-Indiai Tengeralattjáró Flotilla 2. Hajószázadában szolgált a K X, a K XII és a K XIII tengeralattjárók társaságában. 1941. december 8. és 1942. január 23. közt a K XI brit parancsnokság alá esett és Malayától keletre őrjáratozott.
1942. január 23-tól 1942 márciusáig, Holland Kelet-India elestéig a tengeralattjáró karbantartáson esett át. Ez idő alatt a K XI mindössze egy őrjáratot hajtott végre, Szumátrától nyugatra. Holland Kelet-India elfoglalása miatt a tengeralattjáró áthajózott Colombóba. Útközben a holland hajó kimentette a japánok által elsüllyesztett ausztrál HMAS Yarra őrhajó, Anking dokkhajó, valamint a holland Parigi után maradt túlélőket.
Colombóban a tengeralattjáró továbbra is brit parancsnokság alatt maradt. A K XI-t a Brit Királyi Haditengerészet és az Indiai Királyi Haditengerészet tengeralattjáró ellenes hadgyakorlatok során használta célpontként. 1945. február 20-án a Királyi Haditengerészet kérésére a hajót áthelyezték az ausztráliai Fremantle-be, ahová március 22-én érkezett meg. 1945 áprilisában a K XI-t kivonták a hadrendből.

### Sorsa
A K XI-t átvontatták a HMAS Leeuwin III támaszpontra (Freshwater Bay Yacht Club), ahol később részlegesen szétbontották, fedélzeti ágyúját pedig a Yacht Clubnak adományozták. Ezt követően az Ausztrál Királyi Haditengerészethez került ahol gondoskodtak leselejtezéséről. A dokkba történő vontatás során egy nyitva hagyott szelep miatt a K XI elsüllyedt. Hat héttel később a tengeralattjárót kiemelték, majd tovább bontották, még mielőtt 1946 szeptemberében a Rottnest Island-i "hajótemetőbe" szállították volna, ahol a K XI pályafutása valóban véget ért.

## Fordítás
Ez a szócikk részben vagy egészben  a   HNLMS K XI című angol Wikipédia-szócikk ezen változatának fordításán alapul.  Az eredeti cikk szerkesztőit annak laptörténete sorolja fel. Ez a jelzés csupán a megfogalmazás eredetét és a szerzői jogokat jelzi, nem szolgál a cikkben szereplő információk forrásmegjelöléseként.